# Kahloke
Die Kahloke ist eine Doppelendfähre der kanadischen Reederei BC Ferries.

## Geschichte
Das Schiff 1973 wurde unter der Baunummer 49 auf der Werft Vancouver Shipyards in North Vancouver für das British Columbia Ministry of Transportation and Highways gebaut. Es wurde auf der Strecke zwischen Nanaimo auf Vancouver Island und Gabriola Island in Dienst gestellt, wo es die etwas kleinere Klatawa ersetzte. Schon nach wenigen Jahren wurde die Kahloke ihrerseits von der deutlich größeren Quinitsa ersetzt.
1978 wurde die Fähre auf die Verbindung zwischen Hornby Island und Denman Island verlegt, wo sie die Klitsa ersetzte. 1985 übernahm BC Ferries im Zusammenhang mit der Übernahme des Fährverkehrs vom British Columbia Ministry of Transportation and Highways auch die Kahloke. Während die Fähre bei BC Ferries im Sommerhalbjahr weiter auf der Strecke zwischen Hornby Island und Denman Island verkehrte, wurde sie im Winterhalbjahr zwischen Chemainus auf Vancouver Island und Thetis Island bzw. Kuper Island eingesetzt, wo sie wiederum die Klitsa ersetzte. Mittlerweile verkehrt die Fähre in erster Linie auf der Strecke Hornby Island und Denman Island.
Der Schiffsentwurf stammte vom Schiffsarchitekturbüro Robert C. McHaffie in Victoria.

## Technische Daten und Ausstattung
Das Schiff wird von zwei Dieselmotoren mit 800 PS Leistung angetrieben. Die Motoren wirken auf jeweils eine Propellergondel mit Kortdüse an den beiden Enden der Fähre.
Die Fähre verfügt über ein durchlaufendes Fahrzeugdeck mit drei Fahrspuren. Das Fahrzeugdeck ist über landseitige Rampen zugänglich.
Auf beiden Seiten der Fähre befinden sich Aufbauten. Auf einer Seite befindet sich hier ein Aufenthaltsraum mit Sitzbänken für die Passagiere. Auf der anderen Seite ist auf den Aufbauten das Steuerhaus aufgesetzt. Hier befindet sich außerdem ein offener Decksbereich für die Passagiere.